# Hans Alfken

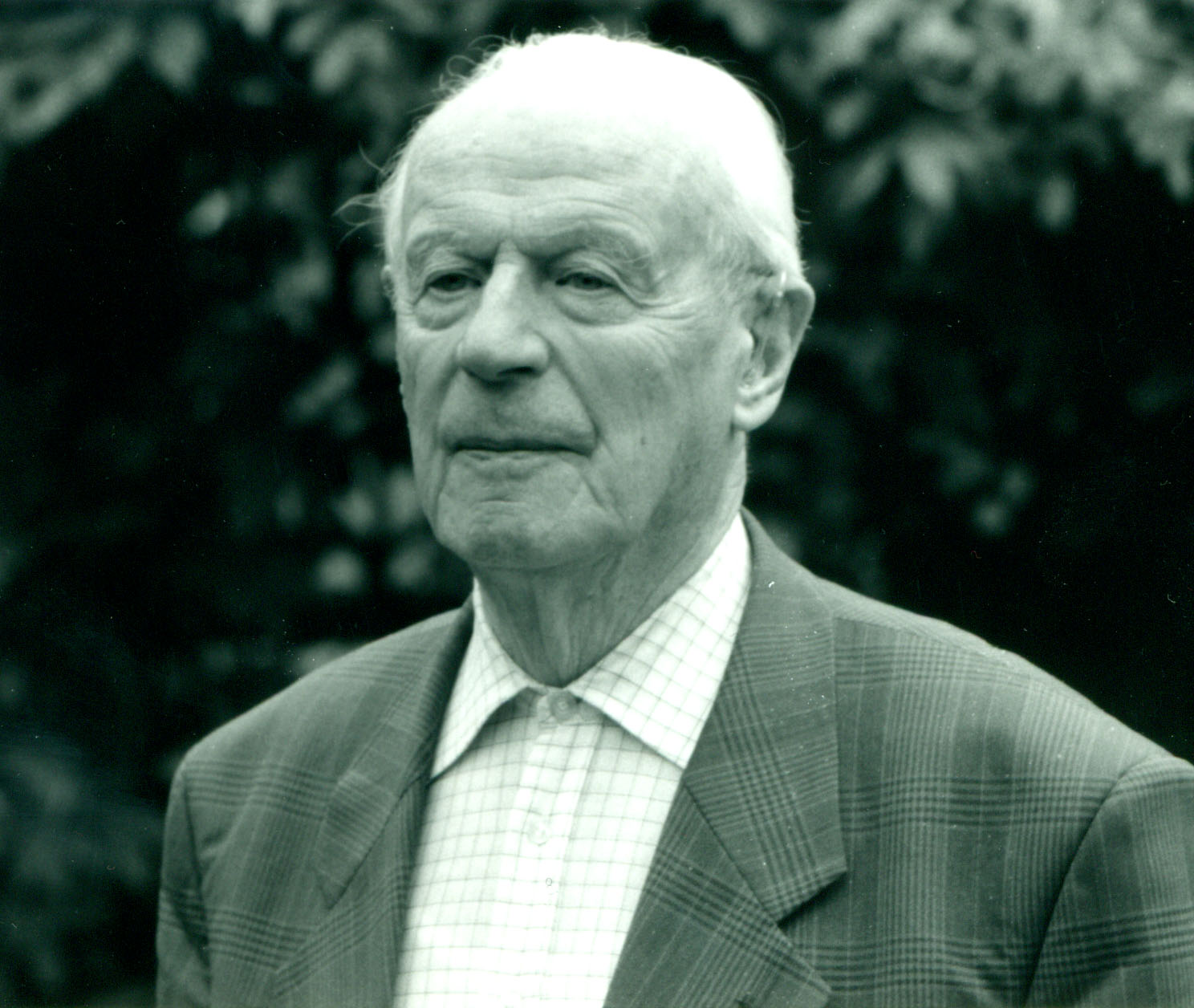
Hans Alfken

Hans Alfken (* 3. Mai 1899 in Bremen; † 2. Januar 1994 in Hannover) war ein deutscher Reformpädagoge und ab 1947 leitender Ministerialbeamter in Niedersachsen. 

## Biografie
Als jugendbewegter Schüler suchte Hans Alfken Kontakt zu Heinrich Vogeler und dessen künstlerisch-lebensreformerischer Landkommune Barkenhoff bei Worpswede. Der Erste Weltkrieg führte ihn als Kriegsfreiwilligen an die Front, was sein politisches Bewusstsein prägte.
1918 holte er sein Abitur nach. Er studierte Anglistik, Germanistik und Philosophie in Jena, Greifswald und Marburg.
1920 nahm er als Vertreter der Freideutschen Jugend an der Reichsschulkonferenz teil, auf der er sich mit Georg Kerschensteiner auseinandersetzte und sich an der Gründung des Bundes für Schulfarmen (1. Vorsitzender Ludwig Gurlitt, 2. Vorsitzender Wilhelm Wetekamp, 1. Schriftführer Hans Alfken) beteiligte.
Nach dem Studium unterrichtete Alfken an der Freien Schulgemeinde Wickersdorf unter Martin Luserke. Dessen Konzept einer unmittelbar erfahrungsorientierten Didaktik soll ihn nachhaltig beeinflusst haben. Nach einer Zeit als Referendar in Oldenburg wurde er 1926 Studienrat an dem von dem Berliner Reformpädagogen Fritz Karsen geleiteten Kaiser-Friedrich-Realgymnasium (ab 1929 Karl-Marx-Schule) in Berlin-Neukölln. Diese war eine Vorläuferin heutiger Gesamtschulen. Dort unterrichtete er in den Arbeiter-Abiturienten-Kursen und in seinen Aufbauklassen. Gegen den Rat Karsens trat Alfken 1927 in die KPD ein. 1933 wurde er aus dem Schuldienst entlassen, 1938–1940 wegen Widerstandstätigkeit verhaftet (15 Monate Gefängnis). 1940–45 Soldat. Er wohnte in den Berliner Jahren in Britz, in Johannisthal und Hohenschönhausen.
Im August 1945 wurde er von den Engländern als Leiter des Bremer Arbeitsamtes eingesetzt. 1946 holte ihn Adolf Grimme als persönlichen Referenten ins Niedersächsische Kultusministerium. Alfken trat in die SPD ein. Bis 1965 war er im niedersächsischen Kultusministerium Abteilungsleiter, zuständig für Erwachsenenbildung, Büchereiwesen und Sport und ab 1949 auch für Jugendpflege. Er war wesentlich beteiligt an der Gründung der Bildungsvereinigung Arbeit und Leben und den Bemühungen um die Zusammenarbeit zwischen Erwachsenenbildung und Universität; Mitgründer des Psychotherapeutischen Instituts für das Land Niedersachsen in Hannover, Kuratoriumsmitglied im Deutsch-Französischen Jugendwerk (1962–67).